# ライシェヴォ
座標: 北緯55度24分1.08秒 東経49度32分48.12秒 / 北緯55.4003000度 東経49.5467000度

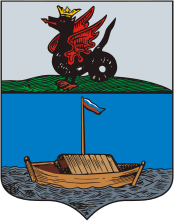
ライシェヴォの紋章

ライシェヴォ（ロシア語: Лаишево、ラテン文字表記の例: Laishevo）、あるいはラウシュ（タタール語: Лаеш, Layış）は、ロシアのタタールスタン共和国西部の町。人口は9,076人（2021年）。
共和国の首都カザンからは南東へ60km。ヴォルガ川を堰き止めたダム湖・クイビシェフ湖の北岸にあり、カマ川下流が作る大きな入江がここから東へ伸びている。

## 歴史
この地には1557年に集落ができ、1781年にはライシェフは市の地位を与えられカザン総督府の郡（ウイェースト）の中心地となった。1796年にはカザン県の一部となった。
1926年には村に降格しライシェフからライシェヴォと改名された。1950年には都市型集落になり、2004年9月9日に再び市になった。

## 文化
ライシェヴォには18世紀から19世紀の建物がよく保存されている。修道院の一部だった至聖三者大聖堂（トロイツキー・ソボル）、1767年に建てられ1850年に再建された聖ソフィア聖堂、19世紀末に建てられた貧者のための家、1864年に建てられた高校などである。1997年には博物館も開館している。
周囲の村にも、18世紀初頭から20世紀初頭までの聖堂が多く保存されているほか、1908年に建てられたモスクもある。
18世紀から19世紀にかけてのロシアの大詩人ガヴリーラ・デルジャービン（1743年 - 1816年）は、家族がこの地に大きな地所を持っていたため、ここで少年時代を過ごした。彼の両親も付近の村に埋葬されている。

## 経済
ライシェヴォは農業地帯の中心地である。クイビシェフ湖沿いの工場などのない場所に、旅行客向けの宿泊施設が建つなど、この地域のレクリエーションの中心ともなりつつある。